# Équipe du Paraguay de football à la Copa América 2001
L'équipe du Paraguay de football participe à sa 31e Copa América lors de l'édition 2001, qui se tient en Colombie du 11 juillet 2001 au 29 juillet 2001. Les Paraguayens sont éliminés en phase de poule à la suite de leur dernière place du groupe B.

## Résultat

### Premier tour
| Classement final |          |     |   |   |   |   |    |    |      |
|                  | Équipe   | Pts | J | G | N | P | BP | BC | Diff |
| 1                | Brésil   | 6   | 3 | 2 | 0 | 1 | 5  | 2  | +3   |
| 2                | Mexique  | 4   | 3 | 1 | 1 | 1 | 1  | 1  | 0    |
| 3                | Pérou    | 4   | 3 | 1 | 1 | 1 | 4  | 5  | -1   |
| 4                | Paraguay | 2   | 3 | 0 | 2 | 1 | 4  | 6  | -2   |

| 12 juillet | Pérou   | 3 | 3 | Paraguay |
| 12 juillet | Mexique | 1 | 0 | Brésil   |
| 15 juillet | Brésil  | 2 | 0 | Pérou    |
| 15 juillet | Mexique | 0 | 0 | Paraguay |
| 18 juillet | Pérou   | 1 | 0 | Mexique  |
| 18 juillet | Brésil  | 3 | 1 | Paraguay |

| 12 juillet 2001 | Pérou                                                     | 3 – 3   | Paraguay                                   | Estadio Olímpico Pascual Guerrero (Cali)       |                                                |
| 17 h 30         | Lobatón 16e · Pajuelo 57e · Del Solar 72e · Del Solar 79e | (1 - 1) | Ferreira 23e, 64e · Garay 90e · Caniza 57e | Spectateurs : 35 000 Arbitrage : Ángel Sánchez | Spectateurs : 35 000 Arbitrage : Ángel Sánchez |

| 15 juillet 2001 | Mexique | 0 – 0   | Paraguay | Estadio Olímpico Pascual Guerrero (Cali)         |                                                  |
| 18 h 15         |         | (0 - 0) |          | Spectateurs : 40 000 Arbitrage : Rogger Zambrano | Spectateurs : 40 000 Arbitrage : Rogger Zambrano |

| 18 juillet 2001 | Brésil                                                    | 3 – 1   | Paraguay                          | Estadio Olímpico Pascual Guerrero (Cali)       |                                                |
| 19 h 45         | Alex 60e · Belletti 89e · Denílson 90e · Roque Júnior 58e | (0 - 1) | Alvarenga 11e (pen.) · Caniza 81e | Spectateurs : 40 000 Arbitrage : Ángel Sánchez | Spectateurs : 40 000 Arbitrage : Ángel Sánchez |

## Navigation